# 小寺氏職
小寺氏職（生年不詳—1627年）是日本戰國時代至江戶時代前期的武將。筑前國福岡藩藩士。父親是小寺政職（一說是小寺職勝（『播磨御着郡誌』））。

## 生平
生年不詳。父親政職是播磨國御着城城主，小寺氏是播磨國守護赤松氏的重臣，在中播磨持有勢力。雖然在政職一代發展為獨立勢力，不過在織田信長的勢力擴大至播磨後，向織田氏臣從。不過在天正6年（1578年），從織田方之下離反，投向與織田氏敵對的毛利氏，此後死守城池，天正8年（1580年），御着城被攻陷，於是與父親政職一同離開御着，經由英賀，投靠毛利氏或身處毛利氏之下的將軍足利義昭，逃向備後國鞆之浦。
父親政職在天正12年（1584年）死去（『播磨御着郡誌』。『黑田家譜』則記載是天正10年（1582年））。此時，因為舊臣黑田孝高仲介而被允許返回播磨，並居住在飾磨津。九州征伐後，黑田長政被賜予豐前國中津12萬石，此時因為孝高邀請而移到中津，有客分的待遇。在關原之戰後，跟隨黑田氏移封至筑前國福岡藩，此後在大宰府渡過餘生，被賜予的石高有2百石。在寬永4年（1627年）於大宰府死去。

## 子孫
兒子皆成為福岡藩士，後代以「職」字為通字，代代相傳（清職的子孫），後來有改姓藤田氏的家系（吉則的子孫）。現今全部都以小寺氏為姓。

## 登場作品
電視劇
- 軍師官兵衛（NHK，2014年，演員：山田日向→相澤侑我→柳下大）

## 外部連結
- 武家家伝＿小寺氏 （页面存档备份，存于）